# Rouben Mamoulian
Rouben Zachary Mamoulian (Tbiliszi, Grúzia, 1897. október 8. – Woodland Hills, Los Angeles, 1987. december 4.) amerikai film- és színházi rendező.

## Életpályája
Édesanyja egy örmény színház rendezője, édesapja bankigazgató volt. Párizsban és Tbilisziben tanult, majd a moszkvai egyetemen jogot hallgatott. 1920-ban költözött Londonba, ahol egy orosz társulatot vezetett. 1922-ben debütált rendezőként a St. James Színházban. Ezt követően az USA-ba ment, ahol 1924–1926 között a rochesteri Eastman Theatre vezetője és rendezője volt. Egy évvel később New York-ban a Theatre Guild bemutatta George Gershwin Porgy és Bess című darabját.
Az 1930-as évek elején kezdett filmrendezőként dolgozni. 1933-ban Greta Garbo-val forgatta a Krisztina királynő című filmet. 1934-ben és 1935-ben nagy sikert aratott a Feltámadás és a Hiúság vására című filmjeivel. Az 1940-es években musical comedy-ket rendezett. A Broadway munkáihoz tartozott az Oklahoma! (1943), Carousel (1945).
1960-ban csillagot kapott a Hollywood Walk of Fame-en.

## Magánélete
1945-ben házasságot kötött Azadia Newman-nel.

## Filmjei
- Nagyvárosi utcák (1931)
- Dr. Jekyll és Mr. Hyde (1931)
- Szeress ma éjjel (1932)
- Énekek éneke (1933)
- Krisztina királynő (1933)
- Feltámadás (We Live Again) (1934)
- Hiúság vására (1935)
- Éneklő bandita (1935)
- Asszony a viharban (1937)
- Aranyifjú (Golden Boy) (1939)
- Kard és szerelem (1940)
- Gyűrű az ujjain (Rings on Her Fingers) (1942)
- Valakit megöltek (1944)
- Nyári vakáció (1948)
- Selyemharisnya (1957)
- Porgy és Bess (1959)